# Публичная женщина (фильм)
«Публичная женщина» (фр. La femme publique) — французский фильм 1984 года режиссёра Анджея Жулавского. Главные роли исполняют Валери Каприски и Франсис Юстер.

## Сюжет
Молодая женщина Этель подрабатывает фотомоделью для эротических снимков у фотографа Андре, чтобы заработать себе на жизнь и помочь своим родителям, которые живут в бедности. В это же время фанатичный кинорежиссер Лукас Кесслинг ищет исполнительницу главной роли для своей экранизации "Бесов" Достоевского. Когда Этель приходит на кастинг, Кесслинг приходит в восторг от ее гипнотизирующей ауры. Он берет ее на роль и ожидает подобных ощущений на съемочной площадке каждый день. Но вскоре Кесслинг начинает жаловаться, что Этель обнажает только тело, а не душу. Он начинает безжалостно мучить Этель, чтобы сломить ее гордыню и добиться от нее максимальной самоотдачи на съемках. Из-за этого Этель начинает терять связь с реальностью и не может отличить съемки фильма от повседневной жизни. Затем она узнает о гибели чешской актрисы, которая должна была исполнять главную роль в фильме Кесслинга до Этель и подозревает, что тот убил ее или довел до самоубийства. 
Вскоре Этель влюбляется в Милана Млиску, молодого посудомойщика на съемочной площадке, чья жена изменяет ему с Кесслингом. Он является иммигрантом из Чехословакии, которого спецслужбы ЧССР принуждают совершить убийство литовского архиепископа в Париже. Вместо этого Милан признается в убийстве актрисы, которая должна была роль Этель в фильме Кесслинга. При этом Этель продолжает позировать для Андре и когда у того во время фотосессии случается сердечный приступ, то она узнает, что тот не продавал ее снимки в эротические журналы, а просто снимал ее обнаженное тело для себя, после чего она начинает вымогать у Андре деньги. За Миланом начинается охота со стороны чехословацких спецслужб, но он убивает своих преследователей. Вскоре он погибает в автокатастрофе, а при нем находят письмо с признанием в убийстве архиепископа. Затем во время очередной эротической фотосессии Андре набрасывается на Этель и заставляет ее есть деньги, которые она требует от него. Этель становится любовницей Кесслинга и звездой его фильма. Но после того, как Лукас начинает осознавать, что на самом деле Этель использовала его в своих целях, он кончает жизнь самоубийством.

## В ролях
| Актёр           | Роль            |
| --------------- | --------------- |
| Валери Каприски | Этель           |
| Франсис Юстер   | Лукас Кесслинг  |
| Ламбер Вильсон  | Милан Млиска    |
| Патрик Бошо     | отец Этель      |
| Жизель Паскаль  | Гертруда        |
| Роже Дюма       | Андре, фотограф |
| Люка Бельво     | Франсуа         |

## Награды и номинации

### Награды
Монреальский кинофестиваль, 1984 год:
- приз за самый популярный фильм (Анджей Жулавский)
- специальный приз жюри (Анджей Жулавский)

### Номинации
Премия Сезар, 1985 год:
- Лучшая женская роль (Валери Каприски)
- Лучшая мужская роль второго плана (Ламбер Вильсон)
- Лучший адаптированный сценарий (Доминик Гарнье и Анджей Жулавский)